# Taste of Chaos
Taste of Chaos war eine US-amerikanische Post-Hardcore/Metalcore-Tour, die im Winter von 2004 von Kevin Lyman, dem Schöpfer der Warped Tour ins Leben gerufen wurde. Die Tour wurde von denselben Leuten gestaltet, die auch die im Sommer stattfindende Warped Tour schufen.
Die Tour führte mit unterschiedlichen Headlinern durch USA und Kanada, Europa sowie Asien.
Die Taste-Of-Chaos-Tour wurde veranstaltet, um Bands außerhalb des üblichen Punk- und Metalgenres bei den Fans bekannt zu machen, die normalerweise bei der Warped Tour auftreten. Die Headliner Bands 2005 waren: The Used, My Chemical Romance und Killswitch Engage. Im Herbst 2005 entschloss man sich über den großen Teich zu springen und mit den Bands The Used, Story of the Year und Rise Against in Australien, Europa und Asien zu spielen. Das Lineup für 2006 bestand unter anderem aus den Bands Deftones, Thrice, Dredg und Funeral for a Friend. 2007 waren Bands wie Rise Against, The Used und Aiden auf der Tournee zu sehen, 2008 waren unter anderem D’espairsRay, Bullet for My Valentine und Blessthefall mit von der Partie.
2009 zogen  Thursday, Bring Me the Horizon, Four Year Strong, Pierce the Veil und Cancer Bats vom 14. Februar bis zum 9. April durch Amerika. In Flames, Killswitch Engage und Heaven Shall Burn nahmen unter anderem an der Europa-Tour teil.
2010 führte die Taste of Chaos Tour nur durch Europa. In den USA wurde sie durch die Rockstar Uproar Tour ersetzt. Das Line-Up für die Europa-Konzerte bestand aus Disturbed, Papa Roach, Buckcherry und Halestorm.
Zwischen 2011 und 2014 fand keine Taste-of-Chaos-Tour statt. Diese wurde erst 2015 als ein Tagesfestival „reanimiert“. Im Jahr 2016 fand erneut eine Ausgabe der Taste of Chaos statt, erstmals wieder als Festivaltournee.